# Denzo Ishizaki
Denzo Ishizaki (Japans: 石崎 伝蔵 Ishizaki Denzō) (20 oktober 1886 – 29 april 1999) was een Japans supereeuweling en de oudste levende man ter wereld gedurende 4 maanden.

## Levensloop
Ishizaki werd geboren in 1886. Hij was een leerkracht die les gaf in het basisonderwijs. Als oudste man werd hij opgevolgd door Antonio Urrea-Hernandez. Hij was sinds de dood van Gengan Tonaki op 24 januari 1997 ook de oudste levende man van Japan. Op 27 december 1998 werd hij de oudste man ter wereld na het overlijden van de 113-jarige Amerikaan Donald Butler. Met de dood van 113-jarige Yasu Akino op 12 februari 1999 werd hij tevens de oudste persoon van Japan. Ruim twee maanden later overleed Ishizaki op 112-jarige leeftijd.